# Ripetizione
La ripetizione (dal latino repetǐtǐo, -ōnis, da repetěre, composto di re-- con valore iterativo e di petěre, «chiedere») o reiterazione è una figura retorica che produce una successione di membri uguali o solo leggermente variati nella forma, nella funzione sintattica o nel senso. È una forma di enumerazione.
Sul meccanismo della ripetizione si fondano numerose figure di parola, come l'anafora, l'anadiplosi, l'epanalessi, l'epifora, il climax, ma è anche un procedimento linguistico comune nell'uso sia dotto sia quotidiano di lingue come il tedesco e l'inglese, o di linguaggi letterari come quello biblico. Inoltre la ripetizione è una costante del discorso poetico, alla quale spingono le rime, assonanze, cadenze ritmiche, allitterazioni e tutte le altre forme di parallelismo caratteristiche della composizione lirica.